# Kožlí (district de Písek)
Pour les articles homonymes, voir Kožlí.
Kožlí (en allemand : Koschli) est une commune du district de Písek, dans la région de Bohême-du-Sud, en République tchèque. Sa population s'élevait à 51 habitants en 2020.

## Géographie
Kožlí se trouve à 22 km au sud-sud-est de Příbram, à 24 km au nord de Písek et à 66 km au sud-sud-ouest de Prague.
La commune est limitée par Kozárovice au nord, par Kovářov à l'est, par Orlík nad Vltavou au sud et par Lety à l'ouest.

## Histoire
La première mention écrite du village remonte à 1396.

## Transports
Par la route, Kožlí se trouve à 19 km de Milevsko, à 32 km de Písek, à 81 km de Ceské Budejovice et à 112 km de Prague.